# Fragano
Fragano foi um santo pré-congregacional do século V e Príncipe da Escócia. Ele é comemorado em 3 de outubro no Calendário dos santos Bretões, e compartilha com Gwen um dia de festa em 5 de julho no Calendário Romano.
Fragano veio da Grã-Bretanha e foi um príncipe de Albany na Escócia. No século V deixou a Escócia para evangelizar a Armórica.

## Família
Era marido de Gwenn e pai dos gêmeos Jacut e Guethenoc, de Guénolé, e de Creirwy, Winwaloe, filho do Príncipe Fragan (ou Fracan) e Teirbron. Ele também é primo de Riwall e padrasto de Cadfan, filho de Eneas Ledewig (ou Eneas da Bretanha) e Teirbron.

## Biografia
Deixou a Grã-Bretanha e mudou-se para Ploufragan (Côtes-d'Armor) no final do século IV ou talvez em 418. Lá ele se estabeleceu no vale do rio Sang. Ele foi o fundador do castelo de Lesguen, na atual comuna de Plouguin.
Fragano também é conhecido por ter reunido um pequeno exército com pressa para repelir uma força maior de piratas pagãos na batalha de Lochrist. 